# 창비
주식회사 창비는 대한민국의 출판사이다. 2003년에 사옥을 경기도 파주시 문발동 출판단지로 이전하면서 사명을 창작과 비평사에서 창비로 고쳤다. 1966년 1월 계간지 《창작과비평》의 창간과 함께 모습을 갖추어, 1974년 비로소 출판사의 형태로 자리잡았다. 1970년대와 1980년대에는 당시의 시대적, 정치적 정황과 맞물려 민주화를 열망하던 지식인 사회의 통로 역할을 하였다.
또한, 창비는 주식회사 창비에서 발간하는 계간지 《창작과비평》의 약칭이기도 하다. 어린이를 위한 책들로 주목을 받고있다.

## 문학상
- 창비신인문학상
- 만해문학상
- 백석문학상
- 신동엽문학상
- 창비인문평론상: 창작과 비평 통권150발간 기념하여 2011년 창비사회인문학 평론상 제정하여 2016년부터 창비인문평론상으로 개칭[1]

| 연도   | 회차 | 당선자            | 당선작                                                                                 | 비고 |
| ------ | ---- | ----------------- | -------------------------------------------------------------------------------------- | ---- |
| 2011년 | 1회  | 황승현            | 〈달동네 우파를 위한 '이중화법' 특강: 한예슬 우화를 솔개와 백조에게 읽혀야 하는 이유〉 |      |
| 2012년 | 2회  | 정지은            | 〈푸어(Poor)공화국, 대한민국〉                                                         |      |
| 2013년 | 3회  | 이영유            | 〈2013년 대한민국, 우리가 선거하지 않는 이유〉                                         |      |
| 2014년 | 4회  | 박가분            | 〈변신하는 리바이어선과 감정의 정치〉                                                  |      |
| 2015년 | 5회  | 고태경(필명 정현) | 〈세월호 이후 정치적인 것의 '세속화'〉                                                 |      |
| 2016년 | 6회  | 당선자 없음       |                                                                                        |      |

- 창비장편소설상

| 연도   | 회차        | 당선자        | 당선작                    | 비고 |
| ------ | ----------- | ------------- | ------------------------- | ---- |
| 2007년 | 1회         | 서유미        | 〈쿨하게 한 걸음〉        |      |
| 2008년 | 2회         | 한재호        | 〈부코스키가 간다〉       |      |
| 2009년 | 3회         | 문진영        | 〈담배 한 개비의 시간〉   |      |
| 2010년 | 4회         | 황시운        | 〈컴백홈〉                |      |
| 2011년 | 5회         | 기준영        | 〈와일드 펀치〉           |      |
| 2012년 | 6회         | 김학찬        | 〈풀빵이 어때서?〉        |      |
| 2013년 | 7회         | 정세랑        | 〈이만큼 가까이〉         |      |
| 2014년 | 8회         | (당선자 없음) |                           |      |
| 2016년 | 50주년 기념 | 금태현        | 〈망고스퀘어에서 우리는〉 |      |
| 2017년 | 10회        | (당선자 없음) |                           |      |

## 출판된 책
- 창작과비평
- 나의 문화유산답사기
- 십시일반
- 완득이
- 도가니
- 아몬드
- 페인트
- 나의 린드그렌 선생님
- 고양이 해결사 깜냥1,2
- 건전지 가족 ※ 등장하는 캐릭터들이 에너자이저의 마스코트 백만돌이를 닮았다.